# Fallceon
Fallceon is een geslacht van haften (Ephemeroptera) uit de familie Baetidae.

## Soorten
Het geslacht Fallceon omvat de volgende soorten:
- Fallceon alcarrazae
- Fallceon ater
- Fallceon eatoni
- Fallceon fortipalpus
- Fallceon garcianus
- Fallceon grandis
- Fallceon inops
- Fallceon longifolius
- Fallceon murphyae
- Fallceon nikitai
- Fallceon planifrons
- Fallceon poeyi
- Fallceon quilleri
- Fallceon sageae
- Fallceon sextus
- Fallceon testudineus
- Fallceon thermophilos
- Fallceon yaro